# Битва під Новоселкою
Би́тва під Новосе́лкою — бій загону військ Речі Посполитої під командуванням Стефана Димідецького з татарськими загонами 6 червня 1688 року коло Кам'янця під час польсько-турецької війни 1683—1699 років. Татари майже повністю знищили польський загін, захопили 18 прапорів.
В середині 1688 року гетьман Яблоновський створив групу з 18 корогов (500—600 вояків) під проводом Стефана Димідецького з метою перехопити турецький транспорт із постачанням для обложеного Кам'янця («захару»). Димідецький вирушив з-під Снятина до обложеного міста, і 6 червня дійшов до Устечка, біля устя Смотрича. Тут було отримано відомості про те, що 1 500 татар повертається із плюндрування краю, женучи з собою ясир. Димідецький вирішив ударити на татар і відбити полон, і дав наказ швидким маршем вирушити на північ до Кам'янця.
Під час маршу польська кіннота терпіла від нападів яничарів і липківських татар, і була в ході тих сутичок відтиснута ближче до міста, у зону обстрілу турецької артилерії. О 17 годині перед поляками нагло з'явилася татарська орда. Татари скористалися розгубленістю поляків, атакували їх, повторюючи свою атаку тричі. В цей час із міста вийшов загін яничарів і почав обстрілювати поляків з рушниць. Польська кіннота втратила стрій, а коли загинув сам регіментар, почалася паніка. Загинуло кількасот поляків, лише небагатьох татари взяли в полон. Були втрачені всі прапори корогов групи Димідецького.
Польський командир наклав головою через занедбання розвідки, хоча частково вина за це лежить на командирові іншого польського загону (Баворовському), що самочинно покинув слідкувати за пересуванням татар у районі Теребовлі і відвів свої корогви під родовий маєток у Баворові для його захисту від чамбулів.